# Oliver Fernández
Oliver Fernández Mena (Orizaba, 7 de diciembre de 1972) es un jugador de tenis profesional retirado de México. Fue capitán del equipo mexicano de Copa Davis. Hoy día es un exitoso hombre de negocios.

## Carrera
Fernández Mena tuvo un buen año en el circuito juvenil en 1990, acabando la temporada como el número tres del  mundo. Quedó como subcampeón cayendo ante Andrei Medvedev en el Tazón de la Naranja y llegó a semifinales en el torneo de jóvenes en el Abierto de Australia de 1990 . El tenista quién le batió en el semifinal, Dirk Dier, había sido su pareja en dobles cuándo durante el Abierto de los EE. UU. en 1989, cuando alcanzó los cuartos de final en el certamen juvenil de dobles.
También en 1990, Fernández representó el equipo  Copa Davis de México por primera vez. Se las arregló para derrotar a Marcelo Filippini, de Uruguay, en los play-off del Grupo Mundial de México.
El jugador nacido en Orizaba fue semifinalista en su propia casa, el Abierto mexicano de Tenis 1993. Fernández derrotó a Franco Davín, Agustín Moreno y Alberto Berasategui, antes de caer contra Thomas Muster. Fue también semifinalista de dobles en el 1993 International Tennis Championships en Florida, con Juan Garat como su pareja.

## Challenger Títulos

### Singles: (1)
| Núm. | Año  | Torneo            | Superficie | Adversario     | Puntuación |
| ---- | ---- | ----------------- | ---------- | -------------- | ---------- |
| 1.   | 1991 | Fortaleza, Brasil | Arcilla    | Cristiano Weis | 6–3, 6–4   |

### Dobles: (2)
| Núm. | Año  | Torneo                  | Superficie | Socio            | Adversarios                   | Puntuación |
| ---- | ---- | ----------------------- | ---------- | ---------------- | ----------------------------- | ---------- |
| 1.   | 1991 | Puebla, México          | Dura       | Luis Herrera     | Doug Eisenman Dave Randall    | 6–4, 7–6   |
| 2.   | 1994 | San Luis Potosí, México | Arcilla    | Leonardo Lavalle | Ismael Hernández Luis Herrera | 7–5, 7–5   |